# Leptoplax doederleini
Leptoplax doederleini is een keverslakkensoort uit de familie van de Acanthochitonidae. De wetenschappelijke naam van de soort is voor het eerst geldig gepubliceerd in 1909 door Thiele.